# Pentatoma
Tarczówka (Pentatoma) – rodzaj pluskwiaków z rodziny tarczówkowatych. 
Pluskwiaki o wydłużonym, nieowłosionym, z wierzchu gęsto punktowanym ciele. Odnóża i czułki smukłe i długie, głowa zaś mała. Przedplecze o bocznych krawędziach w postaci żebra, a rogach bocznych odstających i u wierzchołka wyposażonych w ząbek. Żeberko na śródpiersiu niewysokie, ale dobrze widoczne. Odwłok o drugim widocznym sternicie zaopatrzonym w krótki wyrostek, który w przód nie sięga za tylne biodra. Listewka brzeżna dwukolorowa.
Rodzaj Palearktyczny, w Europie (w tym w Polsce) reprezentowany tylko przez tarczówkę rudonogą.
Należą tu m.in.:
- Pentatoma angulata Hsiao & Cheng
- Pentatoma japonica (Distant, 1882)
- Pentatoma kunmingensis Xiong Jiang, 1981
- Pentatoma metallifera (Motschulsky, 1859)
- Pentatoma parataibaiensis Liu & Zheng, 1995
- Pentatoma rufipes (Linnaeus, 1758) – tarczówka rudonoga
- Pentatoma semiannulata (Motschulsky, 1859)
- Pentatoma viridicornuta He & Zheng, 2006